# Ruggero Leoncavallo
Ruggero Leoncavallo (Nápoles, 23 de abril de 1857 — Montecatini Terme, 9 de agosto de 1919) foi um compositor de óperas italiano.
A sua ópera Pagliacci, com as personagens Canio, Tonio, Peppe, e Silvio, continua uma das mais populares obras do repertório de ópera.

## Biografia
Filho de um magistrado policial, Ruggero (ou Ruggiero) Leoncavallo nasceu em Nápoles em 23 de abril de 1857 e estudou no Conservatório San Pietro a Majella. (A data 8 de março 1857 ou 1858, está incorreta.). Depois de alguns anos de estudo, e ineficazes tentativas de obter a produção de mais de uma ópera, ele viu o enorme sucesso de Pietro Mascagni em Cavalleria rusticana em 1890, e não desperdiçou tempo na elaboração do seu próprio verismo, Pagliacci (segundo Leoncavallo, o enredo deste trabalho teve origem na vida real: um julgamento sobre assassinato a que seu pai tinha presidido).
Pagliacci foi realizada em Milão em 1892 com sucesso imediato, hoje, é o único trabalho de Leoncavallo no repertório padrão de ópera. A sua mais famosa ária Vesti la giubba, "Ligado com a manta de retalhos") foi gravada por Enrico Caruso e foi o primeiro registo do mundo a vender um milhão de cópias.
I Medici e Chatterton (1896)— foram também produzidas em Milão. Grande parte Chatterton foi gravado pela Gramophone Company (mais tarde HMV). Foi em La bohème realizada em 1897 em Veneza que o seu talento obteve confirmação pública. Suas duas árias para tenor são realizadas ocasionalmente, especialmente em Itália. Posteriormente as óperas 'aza (1900) (a ópera de Geraldine Farrar famosa no desempenho de despedida no Met, e Der Roland Von Berlin (1904). Obteve um breve sucesso em Zingari que estreou em Itália, e Londres, em 1912. (Zingari esteve longo tempo, no Hipódromo Teatro). Zingari chegou aos Estados Unidos, mas logo depois desapareceu do repertório.
Após uma série de operetas, Leoncavallo num último esforço criou Edipo Re, mas morreu antes de terminar a orquestração, que foi completada por Giovanni Pennacchio. Desde a década de 1970 esta ópera tem tido um número surpreendentemente elevado de representações (incluindo Roma 1972, Viena 1977 e Amsterdão 1998), bem como uma produção totalmente encenada no Teatro Regio di Torino, Turim em 2002. Em Edipo Re (ver The New Grove Dictionary of Opera).
A famosa Mattinata foi por ele escrita para a Gramofone Company com Caruso em mente. Escreveu o libreto para a maioria das suas próprias óperas e é considerado o maior libretista italiano do seu tempo após Arrigo Boito. Importante foi ainda a sua contribuição para o libreto de Manon Lescaut de Giacomo Puccini.
Ruggero Leoncavallo morreu em Montecatini, Toscânia, em 9 de agosto de 1919.

## Óperas
- Pagliacci (21 de Maio de 1892 Teatro Dal Verme, Milão)
- I Medici (9 Nov. 1893 Teatro Dal Verme, Milão) (primeira parte da trilogi Crepusculum - incompleta)
- Chatterton (10 de março de 1896 Teatro Argentina, Roma) (rev. de um trabalho composto em 1876)
- La Bohème - Leoncavallo (6 de maio de 1897 Teatro La Fenice, Veneza)
- Zazà (10 de novembro de 1900 Teatro Lirico, Milão)
- Der Roland von Berlin (13 de dezembro de 1904 Königliches Opernhaus, Berlim)
- Maia (15 de janeiro de 1910 Teatro Costanzi, Roma)
- Gli Zingari (16 de setembro de 1912 Hippodrome, Londres)
- Mimi Pinson (1913 Teatro Massimo, Palermo) [rev. de La Bohème]
- Edipo Re (13 de dezembro de 1920 Opera Theatre, Chicago)

## Operettas
- La jeunesse de Figaro (1906, E.U.A.)
- Malbrouck (19 de janeiro de 1910 Teatro Nazionale, Roma)
- La reginetta delle rose (24 de junho de 1912 Teatro Costanzi, Roma)
- Are you There? (1 de novembro de 1913 Theatre Prince of Wales, Londres)
- La candidata (6 de fevereiro de 1915 Teatro Nazionale, Roma)
- Prestami tua moglie (2 de setembro de 1916 Casino delle Terme, Montecatini)
- Goffredo Mameli (27 de abril de 1916 Teatro Carlo Felice, Gênova)
- A chi la giarrettiera? (16 de setembro de 1919 Teatro Adriano, Roma)
- Il primo bacio (29 de abril de 1923 Salone di cura, Montecatini)
- La maschera nuda (26 de junho de 1925 Teatro Politeama, Nápoles)

## Outras Obras
- La nuit de mai -Poème Symphonique  segundo Alfred de Musset, Paris 1886 (em francês).
- Séraphitus Séraphita - Poema Sinfónico segundo H. de Balzac, Teatro alla Scala, Milão 1894